# Massac County
Das Massac County ist ein County im US-amerikanischen Bundesstaat Illinois. Im Jahr 2010 hatte das County 15.429 Einwohner und eine Bevölkerungsdichte von 24,9 Einwohnern pro Quadratkilometer. Der Verwaltungssitz (County Seat) ist Metropolis.

## Geografie
Das County liegt im äußersten Süden von Illinois am Ohio River, der die Grenze zu Kentucky bildet. Es hat eine Fläche von 627 Quadratkilometern, wovon acht Quadratkilometer Wasserfläche sind. An das Massac County grenzen folgende Nachbarcountys:
| Johnson County |                             | Pope County                  |
| Pulaski County |                             |                              |
|                | McCracken County (Kentucky) | Livingston County (Kentucky) |

## Geschichte
Das Massac County wurde am 8. Februar 1843 aus Teilen des Pope und Johnson County gebildet. Der Name Massac wurde von Fort Massac übernommen, welches 1757 von den Franzosen gegen die vorrückenden Engländer am Mississippi gebaut wurde und nach dem Marquis de Massiac benannt. Nach dem Krieg zwischen den Franzosen und den Indianern fiel das Fort 1763 in die Hände der Engländer.

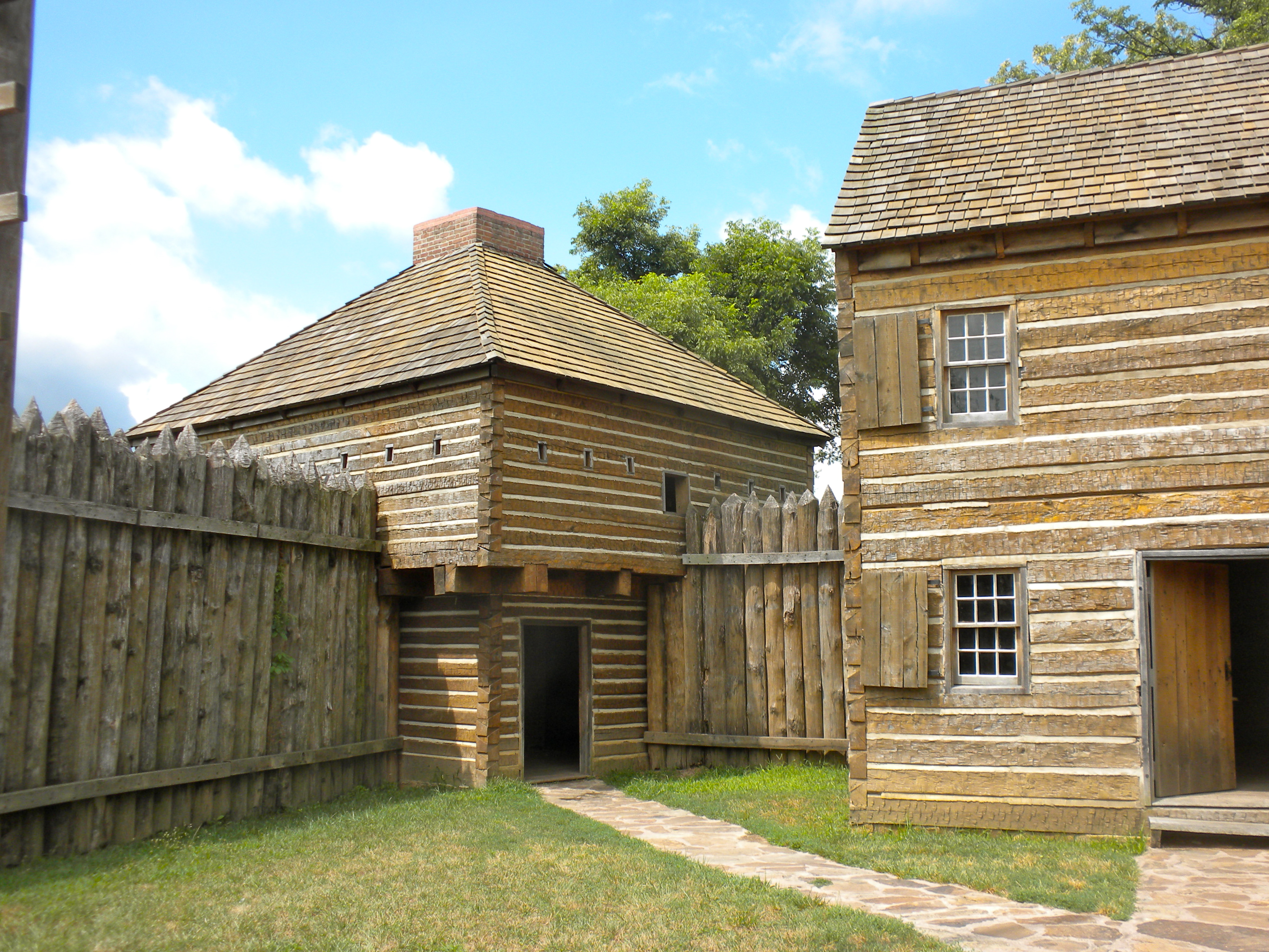
Fort Massac in Metropolis, seit 1971 im NRHP gelistet
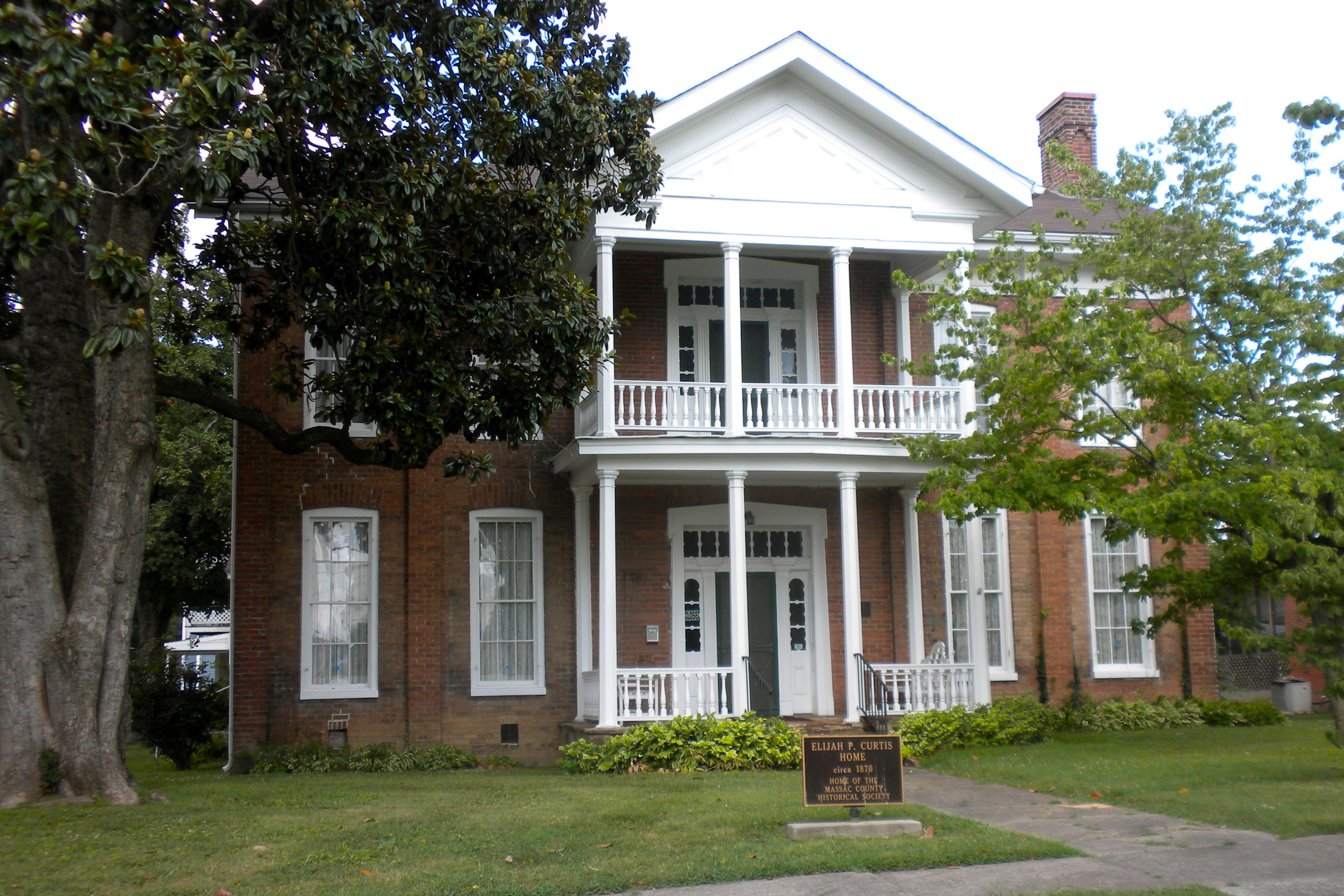
Curtis House in Metropolis, seit 1978 im NRHP gelistet

## Demografische Daten
Nach der Volkszählung im Jahr 2010 lebten im Massac County 15.429 Menschen in 6.518 Haushalten. Die Bevölkerungsdichte betrug 24,9 Einwohner pro Quadratkilometer. In den 6.518 Haushalten lebten statistisch je 2,27 Personen.
Ethnisch betrachtet setzte sich die Bevölkerung zusammen aus 91,0 Prozent Weißen, 5,9 Prozent Afroamerikanern, 0,4 Prozent amerikanischen Ureinwohnern, 0,3 Prozent Asiaten sowie aus anderen ethnischen Gruppen; 2,0 Prozent stammten von zwei oder mehr Ethnien ab. Unabhängig von der ethnischen Zugehörigkeit waren 1,9 Prozent der Bevölkerung spanischer oder lateinamerikanischer Abstammung.
22,8 Prozent der Bevölkerung waren unter 18 Jahre alt, 58,8 Prozent waren zwischen 18 und 64 und 18,4 Prozent waren 65 Jahre oder älter. 52,2 Prozent der Bevölkerung war weiblich.

Das jährliche Durchschnittseinkommen eines Haushalts lag bei 38.302 USD. Das Prokopfeinkommen betrug 20.186 USD. 16,4 Prozent der Einwohner lebten unterhalb der Armutsgrenze.

## Ortschaften im Massac County
| Citys - Brookport - Metropolis | Village - Joppa |

Unincorporated Communities
| - Big Bay - Boaz - Hillerman | - Mermet - Midway - New Columbia | - Round Knob - Shady Grove - Unionville |

## Gliederung
Das Massac County ist in 17 Bezirke (precincts) eingeteilt:
| Bezirk                    | Einwohner (2010) | FIPS     |
| ------------------------- | ---------------- | -------- |
| Adkins precinct           | 1337             | 17-90018 |
| Benton precinct           | 499              | 17-90396 |
| East Brooklyn precinct    | 1241             | 17-91026 |
| Franklin precinct         | 1029             | 17-91260 |
| Georges Creek precinct    | 322              | 17-91332 |
| Grant precinct            | 1681             | 17-91494 |
| Hillerman precinct        | 892              | 17-91638 |
| Jackson precinct          | 778              | 17-91692 |
| Jefferson precinct        | 1692             | 17-91740 |
| Lincoln precinct          | 809              | 17-91908 |
| Logan precinct            | 351              | 17-91944 |
| Metropolis No. 1 precinct | 704              | 17-92070 |
| Metropolis No. 2 precinct | 492              | 17-92088 |
| Metropolis No. 3 precinct | 794              | 17-92106 |
| Metropolis No. 4 precinct | 912              | 17-92124 |
| Washington precinct       | 989              | 17-93618 |
| West Brooklyn precinct    | 907              | 17-93672 |